# Wełykyj Brataliw
Wełykyj Brataliw (ukr. Великий Браталів, pol. hist. Bratałów) – wieś na Ukrainie, w obwodzie żytomierskim, w rejonie lubarskim.
Prywatna wieś szlachecka Bratałów Wielki, położona w województwie kijowskim, w 1739 roku należała do klucza Cudnów Lubomirskich.